# Maximilian Wittek
Maximilian „Maxi“ Wittek (* 21. August 1995 in Freising) ist ein deutscher Fußballspieler. Der Verteidiger steht beim VfL Bochum unter Vertrag und ist ehemaliger Nachwuchsnationalspieler.

## Laufbahn

### Im Verein

#### Jugend
Maxi Wittek wuchs in Eching auf. Beim ortsansässigen TSV Eching begann 1999 mit dem Fußballspielen. In den folgenden vier Jahren gewann er mit den Nachwuchsmannschaften der Zebras auf Landkreisebene mehrere Titel.
2003 wechselte er von der Gemeinde nördlich von München an die Grünwalder Straße im Stadtteil Giesing der bayerischen Landeshauptstadt. Beim TSV 1860 München stieg er in der U9 ein, der damals zweitjüngsten Nachwuchsmannschaft im Nachwuchsleistungszentrum der Sechzger. Er durchlief die einzelnen Junioren-Klassen und spielte dabei als Linksverteidiger mit den Löwen stets in der höchsten Liga. 2006 gewann er mit der U11 den Merkur Cup. 2011/12 trat er mit der U17 des TSV 1860 in der U-17-Bundesliga an, wo er 14 Partien betritt und ein Tor erzielte. Im Sommer 2012 rückte er in die U19 auf. 2012/13 spielte er 25 Mal in der A-Junioren-Bundesliga und schoss zwei Tore. 2013/14 kam er 17 Mal in der Nachwuchsbundesliga zum Einsatz und traf sechsmal ins Tor, wobei er im Herbst aufgrund eines Außenbandrisses im Knie drei Monate nicht eingesetzt werden konnte.

#### Anfänge im Herrenfußball
Gleichzeitig gehörte Wittek in dieser Spielzeit auch zum Kader der U-21 in der Regionalliga Bayern. Dort kam er zweimal zum Einsatz, ein weiteres Mal saß er auf der Bank. Im Frühjahr 2014 verlängerte er seinen Vertrag mit 1860 München bis 2016. Am Saisonende spielte er erstmals für die erste Mannschaft der Löwen, als er in einem Testspiel eingewechselt wurde. Zuvor hatte er schon mehrmals am Training der Profimannschaft teilgenommen.
Im Sommer wurde er vom neuen Trainer der Zweitligamannschaft der Sechzger Ricardo Moniz zusammen mit den weiteren Nachwuchsspielern Korbinian Burger, Richard Neudecker und Marius Wolf eingeladen, die Saisonvorbereitung mit der ersten Mannschaft zu bestreiten. Wittek kam in acht Testspielen zum Einsatz und schoss ein Tor. In den ersten Spielen der U21 in der Regionalligaspielzeit 2014/15 gehörte Wittek im Gegensatz zu Neudecker und Wolf nicht zum Aufgebot, stattdessen stand er am ersten Spieltag der Zweitligasaison in Kaiserslautern im 18er-Kader, wurde aber nicht eingewechselt. Am zweiten Spieltag stand er beim Heimspiel gegen RB Leipzig in der Startaufstellung und gab damit sein Debüt im Profifußball. Am 9. Oktober kam Wittek erstmals zu einem Einsatz in der Nationalmannschaft, bei der 0:1-Niederlage der deutschen U-20 gegen England spielte er über die volle Länge. Das erste Tor seiner Profikarriere erzielte Wittek am 18. Dezember 2014 zum 1:0 bei der 2:3-Heimniederlage gegen den Karlsruher SC. Mit dem TSV stieg Wittek in der Saison 2016/17 aus der 2. Bundesliga ab.

#### Wechsel zur SpVgg Fürth
Nachdem Wittek mit den Löwen aus der 2. Bundesliga abgestiegen war und der Verein die Lizenz für die 3. Liga nicht erhalten hatte, verlor sein Lizenzspielervertrag seine Gültigkeit, weshalb er den Verein nach 14 Jahren verließ. Wittek verblieb in der 2. Bundesliga und schloss sich zur Saison 2017/18 der SpVgg Greuther Fürth an, bei der er einen Vertrag bis zum 30. Juni 2020 erhielt. Gleich in seiner ersten Spielzeit war der Verteidiger Stammspieler und verpasste lediglich ein Pflichtspiel aufgrund einer Gelbsperre. Verletzungsbedingt kam Wittek in der Folgesaison nur auf 23 Ligaspiele sowie eine Partie im DFB-Pokal, behielt seinen Stammplatz aber weiterhin. Am 25. Spieltag der Zweitligasaison 2019/20 zog sich der Abwehrspieler beim 1:1 gegen Holstein Kiel einen Unterambruch zu und fiel langfristig aus. Anfang Mai 2020 gab Greuther Fürth bekannt, Witteks auslaufenden Vertrag nicht verlängert zu haben.

#### Wechsel zu Vitesse Arnheim
Im Sommer 2020 wechselte Wittek in die Eredivisie zu Vitesse Arnheim. In den ersten drei Saisons kam er zu 88 Ligaeinsätzen, in denen er 4 Tore erzielen konnte. Er etablierte sich als Stammspieler und wurde sowohl im linken Mittelfeld, als auch als Linksverteidiger eingesetzt.

#### Wechsel zum VfL Bochum
Kurz vor Beginn der Saison 2023/24 wurde Wittek bis zum 30. Juni 2026 vom Bundesligisten VfL Bochum verpflichtet.

### In der Nationalmannschaft
Wittek spielte zwischen Oktober 2014 und März 2016 15 Mal für die deutsche U20-Auswahl. Mit ihr nahm er an der U20-Weltmeisterschaft 2015 in Neuseeland teil.

## Sonstiges
Wittek, der sich selbst als Fan der Münchner Löwen sieht und seit Kindheit Mitglied im Fanclub Grüner Hof ist, übernahm 2013 eine Patenschaft im F- und E-Juniorenbereich seines Heimatvereins TSV Eching. Er besuchte das Städtische Theodolinden-Gymnasium in der bayerischen Landeshauptstadt.